# 中國國民黨全國代表大會

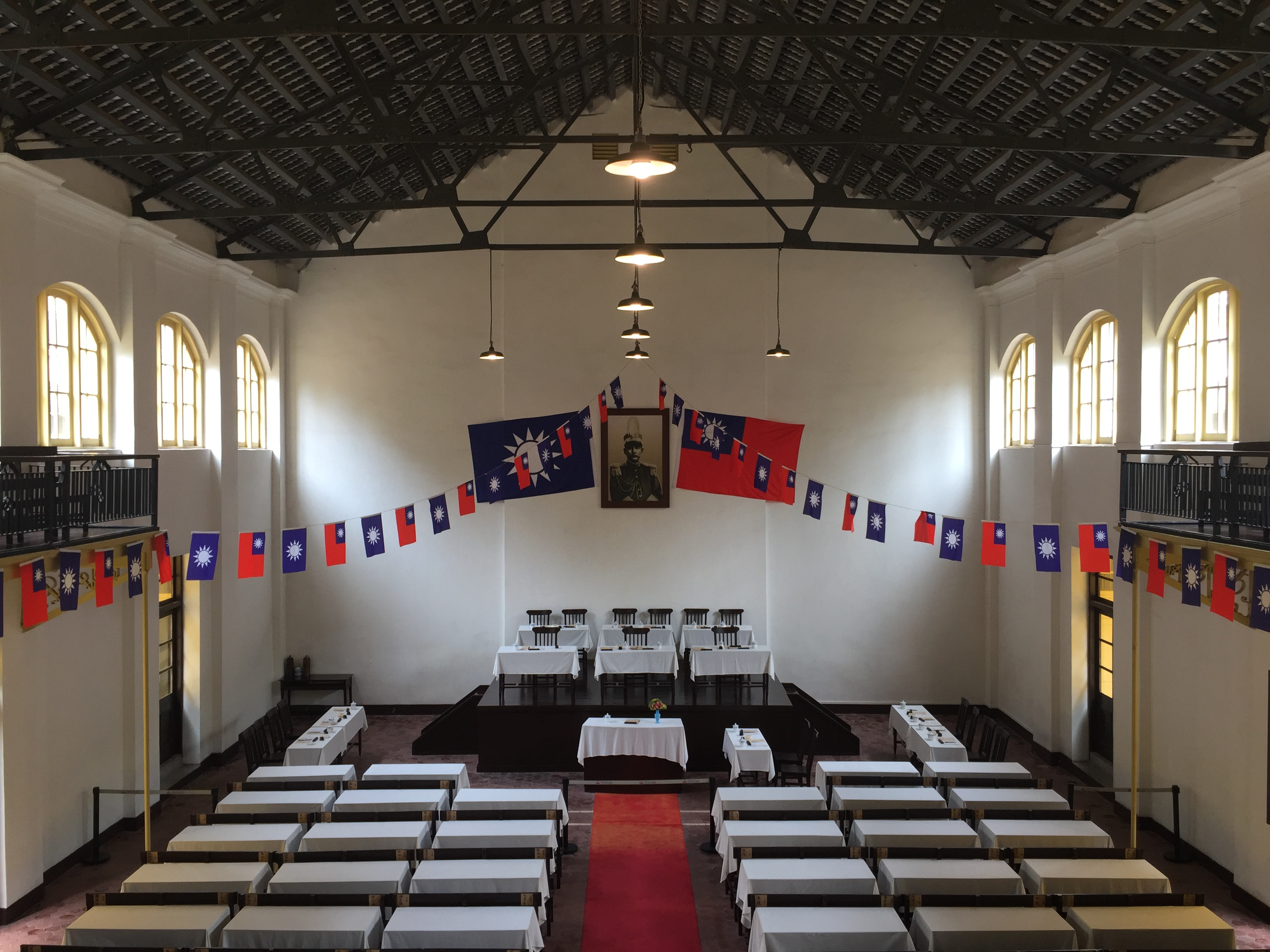
中國國民黨第一次全國代表大會舊址

中國國民黨全國代表大會（簡稱國民黨全代會）是中國國民黨最高權力機關，每年舉行一次，由中央委員會召集。全國代表大會代表任期四年，沒有禁止連任的限制，由各級黨部選舉之代表、中央委員、與中央委員會常務委員會核定之代表共同組成，其中後兩者的比例不超過三分之一。除每年定期集會外，若中央委員會認為有必要、或有半數以上直轄市、縣、市級黨部請求時，得召集臨時全國代表大會。

## 歷史
1923年（民國12年）中國國民黨總理孫中山接受共產國際蘇聯籍顧問鮑羅廷之建議，效仿俄國共產黨（布爾什維克）之政黨制度改組中國國民黨之黨組織為列寧式政黨，以利在中國推展「國民革命」。並於隔年舉行中國國民黨第一次全國代表大會。後歷經國民革命軍北伐、第一次国共內戰、中国抗日戰爭、第二次国共內戰至1949年中華民國政府遷臺後，中國國民黨之黨組織均維持列寧式政黨之剛性體制。
1990年代臺灣民主化之後，中華民國政府在實際統制地區建立起自由民主制的政黨政治，中國國民黨全國代表大會之代表亦開始實行任期制。歷經2000年中華民國總統選舉失去中華民國政府之執政權後，中國國民黨將黨組織再度改造，加強黨員直接民主機制以及增加全國代表大會之集會頻率，以適時反映基層民意以及適應民主化後之臺灣選舉制度。現行中國國民黨之政黨制度已經向世界上主流民主國家之政黨靠攏，但仍有部份剛性政黨之遺跡。
| 事項                                     | 早期規定                                                                                          | 現行規定                                   |
| ---------------------------------------- | ------------------------------------------------------------------------------------------------- | ------------------------------------------ |
| 全國代表大會集會頻率                     | 不固定，中央委員會決定召集後選出代表（－1993年）、 代表任期四年，每兩年集會一次（1993年－2013年） | 代表任期四年，每年集會一次（2013年起）     |
| 黨主席之產生                             | 全國代表大會選舉（－2001年）                                                                      | 全體黨員直接選舉（2001年起）               |
| 中華民國總統、中華民國副總統候選人之提名 | 中央委員會全體會議通過（－1996年）、 全國代表大會通過（1996年－2016年）                           | 經提名選舉後交全國代表大會通過（2016年起） |

## 職權
依據《中國國民黨黨章》第十九條，全國代表大會之主要職權為：
1. 解釋黨章。
2. 修改黨章。
3. 決定政策綱領。
4. 檢討中央委員會之工作。
5. 討論黨務與政治議題。
6. 同意任命本黨主席提名之副主席。
7. 通過或追認本黨主席提名之中央評議委員。
8. 通過本黨提名之總統、副總統候選人。
9. 通過本黨上一年度財產及財務狀況決算書表。
10. 本黨之合併及解散事項。

另外黨章條文中其職權也包含
- 選舉中央委員會委員（第二十條）
- 選舉中央常務委員會常務委員（第二十二條）
- 通過本黨主席提名之中央評議委員會議主席團主席（第二十四條）

## 歷屆全國代表大會
| 次序                  | 舉行時間            | 舉行時間           | 舉行地點         | 舉行地點               | 備考 |
| --------------------- | ------------------- | ------------------ | ---------------- | ---------------------- | --- |
| 第1次全代會           | 1924年（民國13年）  | 1月20日－1月30日   | 廣州市           | 廣東高等師範學校大禮堂 | |
| 第2次全代會           | 1926年（民國15年）  | 1月1日－1月19日    | 廣州市           |                        | |
| 第3次全代會           | 1929年（民國18年）  | 3月15日－3月28日   | 南京市           |                        | |
| 第4次全代會           | 1931年（民國20年）  | 11月12日－11月23日 | 南京市           |                        | |
| 第5次全代會           | 1935年（民國24年）  | 11月12日－11月23日 | 南京市           |                        | |
| 臨時全代會            | 1938年（民國27年）  | 3月29日－4月1日    | 武昌市           | 國立武漢大學圖書館     | 時任國民政府軍事委員會員會長蔣中正就任中國國民黨總裁；黨中央改組以進行抗日戰爭                                                 |
| 第6次全代會           | 1945年（民國34年）  | 5月5日－5月21日    | 重慶市           |                        | 時任國民政府主席蔣中正連任中國國民黨總裁；討論抗日戰爭勝利後之政事，決定召集制憲國民大會以通過《中華民國憲法》以及行憲事宜     |
| 第7次全代會           | 1952年（民國41年）  | 10月10日－10月20日 | 臺北陽明山       | 陽明山莊大禮堂         | 時任總統蔣中正連任中國國民黨總裁；針對第二次國共內戰失利中華民國政府遷臺後黨內外變局而召開                                     |
| 第8次全代會           | 1957年（民國46年）  | 10月10日－10月23日 | 臺北陽明山       | 陽明山介壽堂           | 時任總統蔣中正連任中國國民黨總裁                                                                                               |
| 第9次全代會           | 1963年（民國52年）  | 11月12日－11月22日 | 臺北市           | 三軍聯合參謀大學中正堂 | 時任總統蔣中正連任中國國民黨總裁                                                                                               |
| 第10次全代會          | 1969年（民國58年）  | 3月29日－4月9日    | 臺北市           | 中山樓                 | 時任總統蔣中正連任中國國民黨總裁                                                                                               |
| 第11次全代會          | 1976年（民國65年）  | 11月12日－11月18日 | 臺北市           | 中山樓                 | 時任行政院院長蔣經國就任中國國民黨主席                                                                                         |
| 第12次全代會          | 1981年（民國70年）  | 3月29日－4月5日    | 臺北市           | 中山樓                 | 時任總統蔣經國連任中國國民黨主席                                                                                               |
| 第13次全代會          | 1988年（民國77年）  | 7月7日－7月13日    | 臺北市           | 中山樓                 | 時任總統李登輝就任中國國民黨主席；前第一夫人蔣宋美齡於7月8日現身蒞臨大會                                                       |
| 第14次全代會          | 1993年（民國82年）  | 8月16日－8月22日   | 臺北市           | 臺北國際會議中心       | 時任總統李登輝連任中國國民黨主席                                                                                               |
| 第14次全代會第2次會議 | 1995年（民國84年）  | 8月22日－8月23日   | 臺北市           | 臺北國際會議中心       | 提名時任總統李登輝與時任行政院院長連戰為1996年總統選舉候選人                                                                   |
| 第15次全代會          | 1997年（民國86年）  | 8月25日－8月28日   | 臺北市           | 臺北國際會議中心       | 時任總統李登輝連任中國國民黨主席                                                                                               |
| 第15次全代會第2次會議 | 1999年（民國88年）  | 8月28日－8月29日   | 臺北市           | 臺北國際會議中心       | 提名時任副總統連戰與時任行政院院長蕭萬長為2000年總統選舉候選人                                                                 |
| 第15次全代會臨時會議  | 2000年（民國89年）  | 6月17日、6月18日   | 臺北市           | 國立國父紀念館         | 前副總統連戰就任中國國民黨主席，同時針對2000年總統選舉敗選失去政權後黨內外變局而召開                                           |
| 第16次全代會          | 2001年（民國90年）  | 7月29日、7月30日   | 桃園縣           | 林口體育館             | 通過主席選舉結果，前副總統連戰連任中國國民黨主席                                                                               |
| 第16次全代會第2次會議 | 2003年（民國92年）  | 3月30日            | 桃園縣           | 林口體育館             | 提名前副總統連戰與前臺灣省省長宋楚瑜（時為親民黨主席）為2004年總統選舉候選人                                                   |
| 第17次全代會          | 2005年（民國94年）  | 8月19日、8月20日   | 臺北市           | 國立國父紀念館         | 通過主席選舉結果，時任臺北市市長馬英九就任中國國民黨主席                                                                       |
| 第17次全代會第2次會議 | 2007年（民國96年）  | 6月24日            | 桃園縣           | 桃園縣立體育館         | 提名前臺北市市長馬英九與前行政院院長蕭萬長為2008年總統選舉候選人                                                               |
| 第17次全代會臨時會議  | 2008年（民國97年）  | 11月22日           | 臺北市           | 國立國父紀念館         | 針對2008年總統選舉勝選後重新執政之規畫                                                                                         |
| 第18次全代會          | 2009年（民國98年）  | 10月17日           | 臺北縣           | 新莊體育館             | 通過主席選舉結果，時任總統馬英九就任中國國民黨主席；討論2009年縣市選舉布局事宜                                                 |
| 第18次全代會臨時會議  | 2010年（民國99年）  | 8月7日             | 臺北市           | 國立國父紀念館         | 討論2010年直轄市選舉布局事宜                                                                                                   |
| 第18次全代會第2次會議 | 2011年（民國100年） | 7月2日             | 臺中市           | 臺中港區綜合體育館     | 提名時任總統馬英九與時任行政院院長吳敦義為2012年總統選舉候選人                                                                 |
| 第19次全代會          | 2013年（民國102年） | 11月10日           | 臺中市           | 臺中港區綜合體育館     | 通過主席選舉結果，時任總統馬英九連任中國國民黨主席                                                                             |
| 第19次全代會第2次會議 | 2014年（民國103年） | 9月14日            | 嘉義市           | 港坪運動公園體育館     | 討論2014年地方選舉布局事宜 |
| 第19次全代會第3次會議 | 2015年（民國104年） | 7月19日            | 臺北市           | 國立國父紀念館         | 依照初選結果，提名前立法院副院長洪秀柱為2016年總統選舉侯選人                                                                   |
| 第19次全代會臨時會議  | 2015年（民國104年） | 10月17日           | 臺北市           | 國立國父紀念館         | 決議廢止洪秀柱之提名，另徵召時任新北市市長朱立倫為總統候選人，引發「換柱爭議」                                                 |
| 第19次全代會第4次會議 | 2016年（民國105年） | 9月4日             | 臺北市           | 中山樓                 | 針對2016年總統副總統及立法委員選舉敗選失去政權後黨內外變局而召開。此次也是動員戡亂時期終止後，睽違28年再次於陽明山中山樓召開。 |
| 第20屆第1次全代會     | 2017年（民國106年） | 8月20日            | 臺中市           | 臺中世界貿易中心       | 通過主席選舉結果，前副總統吳敦義就任中國國民黨主席                                                                             |
| 第20屆第2次全代會     | 2018年（民國107年） | 8月19日            | 新北市           | 板橋體育場             | 討論2018年地方選舉布局事宜 |
| 第20屆第3次全代會     | 2019年（民國108年） | 7月28日            | 新北市           | 板橋體育場             | 依照初選結果，提名時任高雄市市長韓國瑜為2020年總統選舉候選人                                                                   |
| 第20屆第4次全代會     | 2020年（民國109年） | 9月6日             | 臺北市           | 國立國父紀念館         | 公布兩岸政策新論述 |
| 第21屆第1次全代會     | 2021年（民國110年） | 10月30日           | 線上舉行視訊會議 | 線上舉行視訊會議       | 主席選舉當選人前新北市市長朱立倫於會前就任中國國民黨主席                                                                       |
| 第21屆第2次全代會     | 2022年（民國111年） | 8月28日            | 桃園市           | 國立體育大學綜合體育館 | 討論2022年地方選舉布局事宜 |
| 第21屆第3次全代會     | 2023年（民國112年） | 7月23日            | 新北市           | 新北市板橋體育館       | 依照徵召結果，提名時任新北市市長侯友宜為2024年總統選舉侯選人                                                                   |
| 第21屆第4次全代會     | 2024年（民國113年） | 11月24日           | 桃園市           | 桃園會展中心           | 結合130週年黨慶辦理 |

### 類似大會
- 苏联共产党代表大會
- 巴西共產黨代表大會（英语：Congress of the Communist Party of Brazil）
- 古巴共產黨代表大會（英语：Congress of the Communist Party of Cuba）
- 中国共产党全國代表大會
- 朝鲜劳动党全國代表大會
- 越南共產黨全國代表大會
- 老撾人民革命黨全國代表大會（英语：National Congress of the Lao People's Revolutionary Party）
- 民主進步黨全國代表大會
- 台灣民眾黨黨員代表大會
- 南斯拉夫共產黨聯盟代表大會（英语：Congress of the League of Communists of Yugoslavia）
- 日本共产党大會

### 其它
- 黨大會
- 苏联历史
- 聯俄容共
- 共产党一党制之黨國體制
- 列宁主义、民主集中制、民主集權制
- 国际共产主义运动、共产国际
- 中华民国训政时期约法
- 中國國民黨改造方案
- 美國民主黨全國代表大會（Convention）
- 美國共和黨全國代表大會（Convention）
- 美国总统提名大会（Convention）
- 英國保守黨會議（英语：Conservative Party Conference）（Conference）
- 英國工黨會議（英语：Labour Party Conference）（Conference）
- 英國自由民主黨會議（英语：Liberal Democrat Conference）（Conference）
- 委内瑞拉全國代表大會